# Dissanthelium breve
Dissanthelium breve är en gräsart som beskrevs av Jason Richard Swallen och Oscar Tovar. Dissanthelium breve ingår i släktet Dissanthelium och familjen gräs. Inga underarter finns listade i Catalogue of Life.